# 1000 Forms of Fear
1000 Forms of Fear es el sexto álbum de estudio de la cantante y compositora australiana Sia, lanzado el 4 de julio de 2014 en Australia, mientras que para Norteamérica fue el 8 de ese mismo mes a través de los sellos discográficos Monkey Puzzle y RCA. Principalmente es un álbum electropop; también incorpora influencias de reggae e hip hop. Líricamente, el álbum muestra a Sia luchando para lidiar con el trastorno bipolar y los malos hábitos de la gente.
1000 Forms of Fear ha recibido críticas positivas de la mayoría de críticos musicales que elogiaron la voz de Sia, así como el contenido lírico del álbum. El álbum debutó en el número 1 en el conteo estadounidense de Billboard 200, vendiendo en su primera semana más de 52 000 copias. Hasta octubre de 2015, el álbum ha vendido más de 500 000 copias en los Estados Unidos, de acuerdo con Nielsen SoundScan. El lanzamiento también alcanzó la cima de las listas de Australia y Canadá, también ha alcanzado su punto máximo dentro de los diez primeros lugares en numerosos países, entre ellos están Dinamarca, Nueva Zelanda, Noruega, Suecia, Suiza y el Reino Unido.
El álbum tuvo cuatro sencillos. Su primer sencillo, «Chandelier», que fue lanzado el 17 de marzo de 2014, se convirtió en un top 10 mundial en las listas de éxitos. También alcanzó el puesto número 8 en el conteo estadounidense de Billboard Hot 100, convirtiéndose en la primera canción de Sia que ingresa en la lista como artista principal. Los siguientes sencillos, «Eye of the Needle» y «Big Girls Cry», fueron lanzados en junio y abril de 2015. La versión solista de Sia de «Elastic Heart», que originalmente era una colaboración con The Weeknd y Diplo, fue lanzado en julio de 2014.
Para promocionar el proyecto, Sia aparece en una serie de programas de televisión incluyendo The Ellen DeGeneres Show y Jimmy Kimmel Live!, donde reclutó a Maddie Ziegler como su personaje en el escenario, durante 2014 y 2015. 1000 Forms of Fear ha ganado tres ARIA Music Awards en 2014 y fue catalogado como uno de los mejores discos de 2014 por varias publicaciones como The Boston Globe y Rolling Stone. El primer sencillo, «Chandelier», recibió cuatro nominaciones a los premios Grammy de 2015 en las categorías de canción del año, grabación del año, mejor interpretación vocal pop y mejor video musical.

## Antecedentes y desarrollo

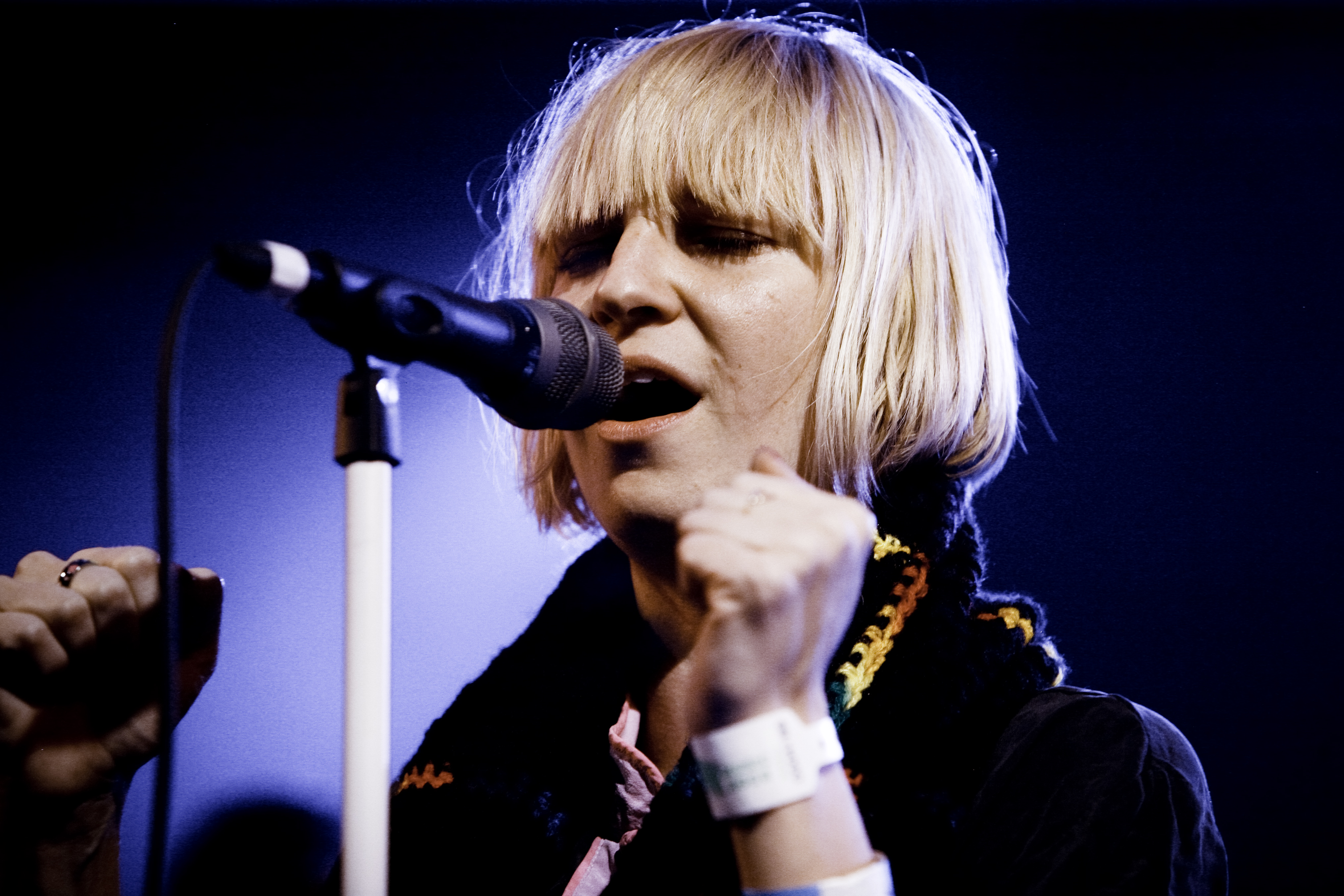
Sia cantando en 2008

En 2010, Sia lanzó su quinto álbum de estudio, We Are Born, que alcanzó el número dos en la lista ARIA Albums Chart y fue certificado oro por la Australian Recording Industry Association. Tras la publicación de We Are Born, Sia decidió retirarse de la carrera como artista y estableció una carrera como compositora. Ella escribió la canción "Titanium" para la cantante estadounidense Alicia Keys, pero más tarde fue enviada a David Guetta, que incluía el demo original de las voces de Sia en la canción y lo lanzó como sencillo en 2011. "Titanium" fue un éxito comercial en todo el mundo, alcanzando un pico entre los cinco primeros de las listas de éxitos en los Estados Unidos, Australia y numerosas regiones europeas. Sin embargo, Sia no estaba contenta por el éxito del sencillo: "[...] Ni siquiera sabía que iba a pasar, y me enfadé mucho. Porque al haberme retirado, yo estaba tratando de ser un compositor de canciones pop, no un artista." A partir 2011 a 2013, Sia fue muy reconocida por escribir canciones para un gran número de artistas, incluyendo Beyoncé, Flo Rida y Rihanna. En septiembre de 2013, Sia estaba grabando algunas pistas vocales en su estudio casero con la esperanza del lanzamiento de un nuevo álbum en la próxima primavera. Más tarde en ese mismo año, un equipo de representantes de RCA Records, incluyendo al director general del sello Peter Edge, se reunieron con Sia para discutir un contrato discográfico. La cantante llegó a un acuerdo para un nuevo álbum en el cual ella no estaba obligada a recorrer o hacer apariciones ante la prensa para promocionar el álbum. En una entrevista publicada por NME en febrero de 2015, Sia reveló que 1000 Forms of Fear fue lanzado como una obligación contractual: "Básicamente, pongo esto a salir de mi contrato de edición. Estaba planeando ser una escritora de canciones pop para otros artistas. Pero mi acuerdo de publicación fue como artista, así que tuve que poner un álbum más a salir. Yo no quería hacerme famosa, por lo que mantiene todas las canciones que yo quería y tenía un montón de diversión por lo que es."

## Promoción
En una entrevista con Dazed & Confused, Sia explicó que había decidido no mostrar su cara en vídeos y fotos de prensa en la campaña de 1000 Forms of Fear; en cambio, se centró en crear arte visual a través de sus vídeos. Durante la promoción del álbum, Sia reclutó a Maddie Ziegler para que fuera su personaje en el escenario, mientras ella le daba la espalda mirando a la cámara. 
El 19 de mayo de 2014, Sia interpretó «Chandelier» en The Ellen DeGeneres Show, donde Ziegler recreó la coreografía del vídeo musical. Sia también interpretó la canción en el show Late Night with Seth Meyers el 9 de junio de 2014, en donde Lena Dunham, estrella de Girls realizaba la coreografía. El 4 de julio de 2014, Sia hizo una aparición en Jimmy Kimmel Live!, donde interpretó «Chandelier», «Big Girls Cry» y «Elastic Heart».
El 30 de julio de 2014, Sia se presentó en el programa SoundClash de VH1, allí interpretó «Chandelier», «Big Girls Cry» y «Elastic Heart». El 17 de enero de 2015, la cantante interpretó «Chandelier» y «Elastic Heart» en Saturday Night Live. El 8 de febrero de 2015, Sia acompañada de Ziegler, junto a la actriz Kristen Wiig, interpretó el tema «Chandelier», durante los Premios Grammy de 2015.

## Sencillos
"Chandelier" fue lanzado en las tiendas de iTunes el 17 de marzo de 2014. El video oficial fue publicado en Youtube VEVO el 6 de mayo de 2014. En él aparece la bailarina de doce años Maddie Ziegler, participante del reality show Dance Moms. La canción recibió críticas positivas, principalmente de los críticos de la música y fue un éxito comercial. Chandelier es la primera canción de la australiana en aparecer en la lista Billboard Hot 100, debutando en el #75 y siendo hasta el momento el #08 su mejor posición en la tabla como artista principal.
En Francia, ingresó en el primer puesto de la lista SNEP Singles Chart. Mientras que en Bélgica obtuvo los puestos dos (Valonia) y ocho (Flandes), respectivamente. En Australia y Suiza llegaron al segundo puesto en sus principales listas.
Chandelier es el primer sencillo de Sia en cuatro años, tras el lanzamiento de su quinto álbum de estudio We Are Born (2010). El video y la canción contienen referencias a la vida y los sentimientos de la propia cantante.
Esta canción ha sido una de las más exitosas y la más vista en YouTube de Sia. En noviembre de 2015 el video alcanzó las mil millones de reproducciones, sobresaliendo altamente, frente a otros de sus sencillos como "Clap Your Hands" y "You've Changed".
El sencillo fue certificado triple platino por Australian Recording Industry Association (ARIA), platino por Recording Industry Association of America (RIAA) y por Recorded Music NZ (RMNZ).
"Eye of the Needle" fue lanzado digitalmente el 3 de junio de 2014 como sencillo promocional, mientras que "Big Girls Cry" estuvo disponible para descargar digitalmente el 25 de junio.
Una versión de "Elastic Heart", que contó con una colaboración con The Weeknd, fue lanzado como el segundo sencillo de la banda sonora de Los juegos del hambre: en llamas. La canción, lanzada en octubre de 2013, entró en las listas de Australia, Bélgica, el Reino Unido y Nueva Zelanda. Sin embargo, eso no evitó que a pesar de haber sido presentada hace un año (2013), Sia decidiera lanzarla como sencillo de su álbum, revelando un tráiler del video el 6 de enero de 2015, para revelar el video musical completo el día siguiente.

## Recepción comercial
1000 Forms of Fear debutó en la primera posición de la lista Billboard 200, en Estados Unidos, al vender 52 000 copias en su primera semana en venta, eso significó el registro de ventas más bajo para un álbum número uno en casi dos años, desde que Uncaged de Zac Brown Band liderara el listado con 48 000, el 11 de agosto de 2012. Clem Bastow de The Guardian comentó qué a «los artistas australianos les va mejor en Billboard Hot 100, pero hasta entonces, Sia, se encuentra en la compañía enrarecida». George Palathingal del Sydney Morning Herald opinó que el debut en la cima de Billboard 200 del disco, es el resultado de «un golpe de genio -anti- marketing» y «un caso de música pop de calidad orgulloso de pie». El álbum ha vendido 374 mil copias en territorio estadounidense, hasta diciembre de 2015, no obstante, la Recording Industry Association of America (RIAA), le otorgó un disco de oro, por venta de 500 000 unidades. En Canadá, debutó en la primera posición del listado Canadian Albums de Billboard. El disco vendió en su primera semana 5600 copias, doscientas más que su más fuerte competidor x de Ed Sheeran. La Music Canada, organismo certificador le concedió un disco de oro, por ventas de cuarenta mil copias. En México, se posicionó en la casilla número 48 del listado de AMPROFON, y en Colombia recibió un disco de oro por sus altas ventas.
En Australia debutó en la primera posición de la lista de álbumes y se mantuvo en el listado por veinte semanas, gracias a eso, la Australian Recording Industry Association (ARIA), le otorgó un disco de platino, por 70 000 copias despachadas en ese territorio. En Reino Unido, el álbum alcanzó la quinta posición del listado UK Albums Chart del The Official Charts Company. Para febrero de 2016, el disco había comercializado 268 000 copias aproximadamente, mientras que la British Phonographic Industry (BPI) le concedió un disco de ´platino, por superar las trescientas mil copias vendidas en el territorio. En otros territorios ingresó a los cinco primeros, como Dinamarca, Noruega, Nueva Zelanda, Suecia y Suiza, en Dinamarca y Suecia además recibió certificaciones discográficas. En otros territorios, como Francia y Polonia, alcanzó la séptima posición, además recibió un disco de platino y diamante respectivamente, por sus altas ventas.

## Recepción de la crítica
El álbum recibió críticas positivas, con muchos críticos elogiando el estado de ánimo del álbum más oscuro, así como la producción, la voz de Sia y composición de sus canciones.
1000 Forms of Fear recibió en su mayoría reseñas positivas por los críticos de la música. En Metacritic, en donde se recopila reseñas por parte de los críticos, el álbum recibió una puntuación de 76 sobre 100, basada en 28 reseñas.

### Elogios
| Publicación        | Reconocimiento             | Rank | Ref.   |
| ------------------ | -------------------------- | ---- | ------ |
| Digital Spy        | Top 15 Albums of 2014      | 13   | [ 52 ] |
| The New York Times | Favorite Albums of 2014    | 5    | [ 53 ] |
| Slant Magazine     | The 25 Best Albums of 2014 | 13   | [ 54 ] |
| The Telegraph      | Best Albums of 2014        | 44   | [ 55 ] |

## Lista de canciones
- Edición estándar

| 1000 Forms of Fear |                          |                                        |                        |          |  |
| N.º                | Título                   | Escritor(es)                           | Productor(es)          | Duración |  |
| 1.                 | «Chandelier»             | Sia Furler · Jesse Shatkin             | Shatkin · Greg Kurstin | 3:36     |  |
| 2.                 | «Big Girls Cry»          | Furler · Christopher Braide            | Braide · Kurstin       | 3:30     |  |
| 3.                 | «Burn the Pages»         | Furler · Kurstin                       | Kurstin                | 3:15     |  |
| 4.                 | «Eye of the Needle»      | Furler · Braide                        | Kurstin                | 4:08     |  |
| 5.                 | «Hostage»                | Furler · Nick Valensi                  | Kurstin                | 2:56     |  |
| 6.                 | «Straight for the Knife» | Furler · Justin Parker                 | Kurstin                |          |  |
| 7.                 | «Fair Game»              | Furler · Kurstin                       | Kurstin                | 3:51     |  |
| 8.                 | «Elastic Heart»          | Furler · Thomas Pentz · Andrew Swanson | Diplo · Kurstin        | 4:07     |  |
| 9.                 | «Free the Animal»        | Furler · Kurstin · Jasper Leak         | Kurstin                | 4:24     |  |
| 10.                | «Fire Meet Gasoline»     | Furler · Kurstin · Samuel Dixon        | Kurstin                | 4:01     |  |
| 11.                | «Celophane»              | Furler · Kurstin                       | Kurstin                | 4:25     |  |
| 12.                | «Dressed in Black»       | Furler · Kurstin · Grant Michaels      | Kurstin                | 6:40     |  |
| 48:28              |                          |                                        |                        |          |  |

- Bonus tracks

| 1000 Forms of Fear |                                  |                  |                                           |          |  |
| N.º                | Título                           | Escritor(es)     | Productor(es)                             | Duración |  |
| 13.                | «Chandelier» (versión piano)     | Furler · Shatkin | Shatkin · Kurstin                         | 4:00     |  |
| 14.                | «Chandelier» (remix de Four Tet) | Furler · Shatkin | Shatkin · Kurstin · Kieran Hebden (remix) | 4:30     |  |
| 57:11              |                                  |                  |                                           |          |  |

| 1000 Forms of Fear |                                  |                  |                                             |          |  |
| N.º                | Título                           | Escritor(es)     | Productor(es)                               | Duración |  |
| 13.                | «Chandelier» (versión piano)     | Furler · Shatkin | Shatkin · Kurstin                           | 4:00     |  |
| 14.                | «Chandelier» (remix de Owlie)    | Furler · Shatkin | Shatkin · Kurstin · France Picoulet (remix) | 4:18     |  |
| 15.                | «Chandelier» (remix de Four Tet) | Furler · Shatkin | Shatkin · Kurstin · Hebden (remix)          | 4:30     |  |
| 61:29              |                                  |                  |                                             |          |  |

- Edición de lujo

| 1000 Forms of Fear — CD2 |                                           |                          |                                    |          |  |
| N.º                      | Título                                    | Escritor(es)             | Productor(es)                      | Duración |  |
| 13.                      | «Chandelier» (versión piano)              | Furler · Shatkin         | Shatkin · Kurstin                  | 4:00     |  |
| 14.                      | «Elastic Heart» (versión piano)           | Furler · Pentz · Swatson | Diplo · Kurstin                    | 4:10     |  |
| 15.                      | «Chandelier» (remix de Four Tet)          | Furler · Shatkin         | Shatkin · Kurstin · Hebden (remix) | 3:36     |  |
| 16.                      | «Chandelier» (remix de Plastic Plates)    | Furler · Shatkin         | Shatkin · Kurstin                  | 4:23     |  |
| 17.                      | «Elastic Heart» (remix de Clams Casino)   | Furler · Pentz · Swatson | Diplo · Kurstin                    | 5:19     |  |
| 18.                      | «Elastic Heart» (remix de Blood Diamonds) | Furler · Pentz · Swatson | Diplo · Kurstin                    | 5:07     |  |
| 19.                      | «Big Girls Cry» (remix de Odesza)         | Furler · Braide          | Kurstin · Braide                   | 4:21     |  |
| 20.                      | «Big Girls Cry» (remix de Bleachers)      | Furler · Braide          | Kurstin · Braide                   | 4:04     |  |
| 84:35                    |                                           |                          |                                    |          |  |

## Posicionamiento en listas
| País (Lista)                             | Mejor posición |
| ---------------------------------------- | -------------- |
| Alemania (Media Control Charts)          | 30             |
| Australia (ARIA Albums Chart)            | 1              |
| Austria (Ö3 Austria Top 40)              | 19             |
| Bélgica (Flandes) (Ultratop 50)          | 34             |
| Bélgica (Valonia) (Ultratop 50)          | 10             |
| Canadá (Canadian Albums)                 | 1              |
| Corea del Sur (Gaon Albums Chart)        | 63             |
| Corea del Sur (Gaon International Chart) | 14             |
| Croacia (Top 40 Stranih)                 | 27             |
| Dinamarca (Tracklisten)                  | 5              |
| Escocia (Scottish Albums Chart)          | 5              |
| España (Top 100 Álbumes)                 | 1              |
| Estados Unidos (Billboard 200)           | 1              |
| Estados Unidos (Digital Albums)          | 1              |
| Estados Unidos (Top Album Sales)         | 1              |
| Finlandia (Suomen virallinen lista)      | 9              |
| Francia (SNEP Albums)                    | 7              |
| Irlanda (Irish Albums Chart)             | 6              |
| Italia (FIMI Albums)                     | 33             |
| Japón (Oricon)                           | 55             |
| México (Top 100 México)                  | 48             |
| Noruega (Topp 40 Albums)                 | 2              |
| Nueva Zelanda (RMNZ)                     | 4              |
| Países Bajos (Mega Album Top 100)        | 22             |
| Polonia (Polish Albums Chart)            | 7              |
| Portugal (AFP)                           | 43             |
| Reino Unido (UK Albums Chart)            | 5              |
| Suecia (Sverigetopplistan)               | 4              |
| Suiza (Schweizer Hitparade)              | 4              |

| País (Lista)                    | Posición |
| 2014                            | 2014     |
| ------------------------------- | -------- |
| Australia (ARIA Albums Chart)   | 34       |
| Bélgica (Valonia) (Ultratop 50) | 82       |
| Estados Unidos (Billboard 200)  | 131      |
| Francia (SNEP Albums)           | 44       |
| Suecia (Sverigetopplistan)      | 76       |
| Suiza (Schweizer Hitparade)     | 75       |
| 2015                            |          |
| Australia (ARIA Albums Chart)   | 14       |
| Bélgica (Flandes) (Ultratop 50) | 82       |
| Bélgica (Valonia) (Ultratop 50) | 82       |
| Dinamarca (Tracklisten)         | 23       |
| España (Top 100 Álbumes)        | 99       |
| Estados Unidos (Billboard 200)  | 40       |
| Francia (SNEP Albums)           | 44       |
| Reino Unido (UK Albums Chart)   | 23       |
| Suecia (Sverigetopplistan)      | 8        |
| Suiza (Schweizer Hitparade)     | 52       |
| 2016                            |          |
| Dinamarca (Tracklisten)         | 62       |
| Estados Unidos (Billboard 200)  | 129      |
| Reino Unido (UK Albums Chart)   | 89       |
| Suecia (Sverigetopplistan)      | 60       |

## Certificaciones
| País (organismo certificador) | Certificación | Ventas certificadas |
| ----------------------------- | ------------- | ------------------- |
| Australia (ARIA)              | Platino       | 70,000              |
| Canadá (Music Canada)         | Oro           | 40,000              |
| Colombia (ASINCOL)            | Oro           | 5,000               |
| Dinamarca (IFPI Dinamarca)    | Platino       | 40,000              |
| Estados Unidos (RIAA)         | Oro           | 500,000             |
| Francia (SNEP)                | Platino       | 100,000             |
| México (AMPROFON)             | Platino + Oro | 90,000              |
| Polonia (ZPAV)                | Diamante      | 100,000             |
| Reino Unido (BPI)             | Platino       | 300,000             |
| Suecia (GLF)                  | Platino       | 40,000              |

## Historial de lanzamientos
| Territorio     | Fecha               | Formato                           | Discográfica        |
| -------------- | ------------------- | --------------------------------- | ------------------- |
| Australia      | 4 de julio de 2014  | Disco compacto · Descarga digital | Inertia             |
| Nueva Zelanda  | 4 de julio de 2014  | Disco compacto · Descarga digital | Inertia             |
| Alemania       | 4 de julio de 2014  | Disco compacto · Descarga digital | RCA · Sony          |
| Reino Unido    | 7 de julio de 2014  | Disco compacto · Descarga digital | Monkey Puzzle · RCA |
| Estados Unidos | 8 de julio de 2014  | Disco compacto · Descarga digital | Monkey Puzzle · RCA |
| Alemania       | 1 de agosto de 2014 | Disco de vinilo                   | RCA · Sony          |
| [ 109 ]        | 1 de mayo de 2015   | Edición de lujo                   | Monkey Puzzle · RCA |

## Créditos y personal
- Anita Maria Boriboon: Diseño.
- Delbert Bowers: Asistente.
- Christopher Braide: Ingeniero vocal y productor vocal.
- Julian Burg: Ingeniero de sonido.
- Jonathan Daniel: Management.
- Diplo: Programador de batería, ingeniero de sonido y productor.
- Chris Galland: Asistente.
- Rob Kleiner: Ingeniero vocal.
- Greg Kurstin: Bajo eléctrico, batería, celesta, chamberlin, guitarra, ingeniero de sonido, mellotron, mezcla de sonido, órgano, percusión, piano, productor, ingeniero vocal, teclados y xilófono.
- Rachel Kurst: Mánager de producción.
- Emily Lazar: Masterización.
- Manny Marroquin: Mezcla de sonido.
- Bob McLynn: Management.
- Rich Morales: Asistente de masterización.
- Keith Naftaly: A&R.
- Alex Pasco: Ingeniero de sonido.
- David Russell: Management.
- Jesse Shatkin: Batería, ingeniero de sonido, productor, programación y teclados.
- Sia: Artista principal, directora de arte, diseño, fotografía y productora ejecutiva.
- Andrew Swanson: Ingeniero de sonido y programador de batería.
- Nick Valesni: Guitarra.
- Zöe Zag: Fuente.

Fuente: Notas del disco y Allmusic.